# Robert Mucha
Robert Mucha (* 1987 in Unna) ist ein deutscher römisch-katholischer Theologe.

## Leben
Nach dem Abitur 2005 am Goethe-Gymnasium Dortmund absolvierte er ein Studium der katholischen Theologie in Paderborn, Jerusalem (Theologisches Studienjahr) und München, das er 2010 mit dem Diplom abschloss. Er promovierte bei Knut Backhaus im Fach Exegese des Neuen Testaments und war von 2010 bis 2014 Wissenschaftlicher Mitarbeiter am Lehrstuhl für Neutestamentliche Exegese und biblische Hermeneutik an der Ludwig-Maximilians Universität in München. In Grundstudium und Promotionsstudium wurde er vom Cusanuswerk gefördert; von 2009 bis 2010 war er Münchner Hochschulgruppensprecher des Förderwerks. Sein Forschungsschwerpunkt ist die urchristliche und frühjüdische Apokalyptik; seine 2015 veröffentlichte Promotionsschrift reflektiert die Religionspolitik Kaiser Domitians im Lichte apokalyptischer Literatur des ersten Jahrhunderts. Robert Mucha war AStA-Vorsitzender an der Theologischen Fakultät Paderborn (2006/07) und Mittelbauvertreter im Fakultätsrat der Kath.-Theol. Fakultät an der LMU (2011–2014). Er brachte sich 2012–2013 intensiv im Rahmen des Multiplikatorenprojekts „Gute Lehre“ für die Vermittlung theologischer Inhalte in der Hochschuldidaktik ein und ist bis heute aktiv im Alumni-Netzwerk der LMU.
Seit Mai 2014 ist er an der Münchner Volkshochschule beschäftigt, zunächst als Referent der Programmdirektorin Susanne May und seit Mai 2019 als Programmbereichsleiter für den Bereich „Mensch-Gesellschaft-Politik“ und Fachgebietsleiter für „Philosophie und Religionen“. Er ist Autor zahlreicher theologischer Sachbücher und Beiträge und wirkt nebenberuflich als Referent zu biblischen und allgemeinen theologischen Fragen in der Lehrerfortbildung in der Erzdiözese München und Freising und darüber hinaus in Erwachsenenbildungseinrichtungen in ganz Deutschland. Er ist Mitglied im Kuratorium des Hauses der Kulturen und Religionen München, in zahlreichen kulturellen und religiösen Vereinen sowie in der Pfarrgemeinde St. Ursula München-Schwabing engagiert.

## Schriften
Monographien
- Der apokalyptische Kaiser. Die Wahrnehmung Domitians in der apokalyptischen Literatur des Frühjudentums und Urchristentums. Frankfurt a. M. 2015 (Diss. Univ.).
- Nicht schon wieder Zölibat. 10 Fragen, die man als Theologe am häufigsten hört – und Antwortversuche darauf. Paderborn 2019.
- Rätselhafte Offenbarung. Das schwierigste Buch der Bibel entschlüsselt. Stuttgart 2021.
- Stille Nacht mit lauter Botschaft. Weihnachten rundum verstehen. Stuttgart 2022.

Aufsätze (Auswahl)
- Ein flavischer Nero: Zur Domitian-Darstellung und Datierung der Johannesoffenbarung. In: New Testament Studies 60/1, Cambridge 2014, S. 83–105.
- Die Kunst, sich in Gott einzulesen. Die Bibel in der Erwachsenenbildung: Herausforderungen – Methoden – Ausblicke. In: Mark Achilles, Markus Roth (Hrsg.): Theologische Erwachsenenbildung zwischen Pastoral und Katechese. Grundlagen – Arbeitsfelder – Perspektiven. 2. Auflage. Ostfildern 2015, S. 177–194.
- Ist die Schrift allein genug? Überlegungen zum sola scriptura aus katholischer Sicht. In: Stephan Mokry et al. (Hrsg.): Luther: Neu hinsehen. Katholische Perspektiven – ökumenische Horizonte. Paderborn 2016, S. 74–97.
- Die Tiere, die die Welt bedeuten. Die Evangelisten und ihre Symbole. In: Welt und Umwelt der Bibel 2/2014, S. 14–17.